# 25 złotych polskich (1822–1825)
25 złotych polskich (1822–1825) – moneta dwudziestopięciozłotowa Królestwa Kongresowego okresu autonomii, zwana również pojedynczym złotym królewskim, wprowadzona jako następczyni dwudziestopięciozłotówki bitej w latach 1817–1819, po dołożeniu otoku na awersie i rewersie i wprowadzeniu pionowo ząbkowanego rantu. Była bita w złocie, w latach 1822–1825 według systemu monetarnego opartego na grzywnie kolońskiej. Wycofano ją z obiegu 1 maja 1847 r.

## Awers
Na tej stronie umieszczono prawe popiersie cara Aleksandra I, dookoła otokowo napis:

ALEXANDER I CESARZ SA.W.ROS.KRÓL POLSKI *

Dookoła znajduje się wypukły otok.

## Rewers
Na tej stronie umieszczono średni herb Królestwa Kongresowego, tzn. orła rosyjsko-polskiego – dwugłowy orzeł z trzema koronami, dużą pośrodku i dwiema małymi na głowach orła, w prawej łapie trzyma miecz i berło, w lewej jabłko królewskie, na piersi, na tle gronostajowego płaszcza, tarcza herbowa z polskim orłem. Po obu stronach ogona orła, znajduje się znak intendenta mennicy w Warszawie – I.B. (Jakuba Benika), otokowo napis:

25.ZŁOT• POLSK•. 52 Z GR•CZ•KOL•

na samym dole rok bicia 1822, 1823, 1824 lub 1825. Dookoła znajduje się wypukły otok.

## Opis
Monetę bito w mennicy w Warszawie, w złocie próby 916, na krążku o średnicy 18,5 mm, masie 4,9051 grama, z rantem ząbkowanym, z otokiem. Według sprawozdań mennicy w latach 1822–1827 w obieg wypuszczono 3 370 sztuk dwudziestopięciozłotówek.
Stopień rzadkości poszczególnych roczników przedstawiono w tabeli:
| Rocznik                  | Stopień rzadkości | Szacowana liczba egzemplarzy | Zdjęcie |
| ------------------------ | ----------------- | ---------------------------- | ------- |
| 25 złotych polskich 1822 | R4                | 121–600                      |         |
| 25 złotych polskich 1823 | R5                | 26–120                       |         |
| 25 złotych polskich 1824 | R4                | 121–600                      |         |
| 25 złotych polskich 1825 | R5                | 26–120                       |         |

Moneta bita w latach panowania Aleksandra I, więc w numizmatyce rosyjskiej zaliczana jest do kategorii monet tego cara.
Poprzedniczka 25-złotówki była bita na starych automatach menniczych, które rozpoczęły swoją pracę jeszcze w czasach Rzeczypospolitej Obojga Narodów. Maszyny te nie pozwalały na emisję monet z wystającym powyżej rysunków awersu i rewersu obrzeżem (zwanym otokiem), mającym zmniejszać tempo ścierania się rysunków egzemplarzy uczestniczących w codziennym obrocie pieniężnym. W odpowiedzi na pismo Namiestnika Królestwa Polskiego z 9 kwietnia 1818 r. zawierające prośbę o wyrażenie zgody na:
- bicie monet z napisem „z miedzi krajowej” oraz
- srebrnych 10-złotówek, które nie były wymienione w akcie prawnym z 1 grudnia 1815 r.,

król-cesarz Aleksander I wyraził zgodę, warunkując ją koniecznością bicia ich przez Mennicę Królewską w Warszawie „w formie cylindrycznej, z wykonaniem obrzeża monet prostopadłego do płaszczyzny krążka”. W celu wypełnienia wymagania narzuconego przez administrację petersburską koniecznym było sprowadzenie ze stolicy Cesarstwa Rosyjskiego parowych maszyn menniczych, które postanowiono zainstalować w nowo budowanym gmachu mennicy. Wyemitowanie w 1819 r. różnych nominałów z otokiem wiązało się z uruchomieniem petersburskich automatów. Monety z otokiem i prostopadle ząbkowanym rantem z 1818 r. miały charakter próbny i były bardzo nieliczne. Na przełomie XX i XXI w. znane są egzemplarze 25-złotówek z datą roczną 1818 wybitych z otokiem, co do których autorzy katalogów nie są zgodni czy powinny mieć status monet próbnych, czy ewentualnie nowego bicia.
Mimo, że w aktach normatywnych nazwą monety był pojedynczy złoty królewski, na rewersie został wybity nominał: 25 złotych polskich. Monety nie stanowiły jednak równowartości 25 złotych polskich w srebrze. Były to w rzeczywistości dwie odrębne waluty złotowe:
- złoty polski w złocie oraz
- złoty polski w srebrze.